# Ultzama
Ultzama – gmina w Hiszpanii, w Nawarze, o powierzchni 96,44 km². W 2011 roku gmina liczyła 1698 mieszkańców.